# Wistil
Wistil, do 2008 Zakłady Przemysłu Jedwabniczego „Wistil” – przedsiębiorstwo przemysłu włókienniczego, spółka akcyjna z siedzibą w Kaliszu, założone w 1912, znacjonalizowane w 1945, notowane na Giełdzie Papierów Wartościowych w Warszawie od 13 marca 1998, jednostka dominująca grupy kapitałowej Wistil; jeden z największych producentów tkanin syntetycznych i mieszanych w Polsce.
Przedsiębiorstwo przeszło w latach 90. i po 2000 głębokie zmiany restrukturyzacyjne, ale nie sprostało silnej konkurencji tkaninom importowanym z Turcji oraz Chin. Obecnie Zakłady są na etapie wygaszania produkcji i wyprzedaży majątku w celu pokrycia długów. W ostatnich latach wielomilionowe zastrzyki finansowe kosztem innych spółek Grupy nie poprawiły rentowności i wypłacalności zakładów. Samo przedsiębiorstwo zostanie zlikwidowane, natomiast nadal będzie funkcjonować Grupa Kapitałowa Wistil na terenie dzierżawionym przez Fabrykę Firanek i Koronek „Haft” w Kaliszu.